# Louis Riffardeau de Rivière
Pour les articles homonymes, voir Rivière (homonymie).
Louis Marie Charles Riffardeau, 3e duc de Rivière (Constantinople, 8 juillet 1817 – Château de Vernais, Lavaux par Aubinges (Cher), 31 août 1890), est un homme politique français du XIXe siècle.

## Biographie
Second fils du duc de Rivière, Louis de Rivière est filleul de Louis XVIII et de la duchesse d'Angoulême.
Il s'établit dans le département du Cher où il possède de vastes propriétés, et s'y occupe d'agriculture.
Conseiller général du Cher pour le canton de Charenton, il est élu, le 30 janvier 1876, sénateur de ce département par 190 voix sur 352 votants. Il prend place à droite, se prononce pour la dissolution de la Chambre des députés en juin 1877, et opine ensuite constamment, sans paraître à la tribune, contre les actes du gouvernement républicain et contre les divers ministères qui se succèdent au pouvoir.
Il vote contre le divorce et contre les crédits de l'expédition du Tonkin, et ne se représente pas au renouvellement triennal de 1885.